# Matt Geiger
Matthew Allen Geiger (Salem, Massachusetts; 10 de septiembre de 1969) es un exjugador profesional de baloncesto estadounidense, que disputó diez temporadas en la NBA. Con 2,13 metros de altura, jugaba en la posición de pívot.

## Trayectoria
Geiger comenzó jugando como estudiante para Countryside High School de la ciudad de Clearwater, Florida siendo seleccionado por los Miami Heat en la segunda ronda (42.º lugar) en el Draft de la NBA de 1992 cuando jugaba, a nivel universitario para la Universidad de Georgia Tech. Participó en la NBA por 10 temporadas (1992-2002) en 3 equipos: Miami Heat, Charlotte Hornets y los Philadelphia 76ers.
Firmó un contrato por 52 millones de dólares en el 2001 pero una lesión en la rodilla le forzó a retirarse en el 2002. Durante su carrera promedió 9.2 puntos y 5.7 rebotes por partido. Vive en Tarpon Springs, Florida donde trabaja como agente inmobiliario.

## Estadísticas de su carrera en la NBA

### Temporada regular
| Año     | Equipo       | PJ  | PT  | MPP  | %TC  | %3P  | %TL  | RPP | APP | ROB | TPP | PPP  |
| ------- | ------------ | --- | --- | ---- | ---- | ---- | ---- | --- | --- | --- | --- | ---- |
| 1992-93 | Miami        | 48  | 2   | 11.5 | .524 | .000 | .674 | 2.5 | .3  | .3  | .4  | 4.5  |
| 1993-94 | Miami        | 72  | 0   | 16.7 | .574 | .200 | .779 | 4.2 | .4  | .5  | .4  | 7.2  |
| 1994-95 | Miami        | 74  | 43  | 23.1 | .536 | .400 | .650 | 5.6 | .7  | .6  | .7  | 8.3  |
| 1995-96 | Charlotte    | 77  | 50  | 30.5 | .536 | .375 | .727 | 8.4 | .8  | .6  | .8  | 11.2 |
| 1996-97 | Charlotte    | 49  | 13  | 21.3 | .489 | .300 | .701 | 5.3 | .8  | .4  | .6  | 8.9  |
| 1997-98 | Charlotte    | 78  | 42  | 23.6 | .505 | .091 | .712 | 6.7 | 1.0 | .9  | 1.1 | 11.3 |
| 1998-99 | Philadelphia | 50  | 40  | 30.8 | .479 | .200 | .797 | 7.2 | 1.2 | .8  | .8  | 13.5 |
| 1999-00 | Philadelphia | 65  | 20  | 21.6 | .441 | .000 | .779 | 6.0 | .6  | .4  | .3  | 9.7  |
| 2000-01 | Philadelphia | 35  | 4   | 15.5 | .393 | .000 | .685 | 4.0 | .4  | .3  | .2  | 6.1  |
| 2001-02 | Philadelphia | 4   | 0   | 8.8  | .125 | –    | .500 | 1.5 | .0  | .0  | .5  | .8   |
| Total   | Total        | 552 | 214 | 22.1 | .499 | .232 | .728 | 5.7 | .7  | .6  | .6  | 9.2  |

### Playoffs
| Año   | Equipo       | PJ | PT | MPP  | %TC  | %3P  | %TL   | RPP | APP | ROB | TPP | PPP  |
| ----- | ------------ | -- | -- | ---- | ---- | ---- | ----- | --- | --- | --- | --- | ---- |
| 1994  | Miami        | 2  | 0  | 5.5  | .000 | –    | .500  | 2.0 | .0  | .0  | .0  | .5   |
| 1997  | Charlotte    | 3  | 0  | 10.3 | .667 | –    | 1.000 | 2.7 | .7  | .7  | .3  | 2.0  |
| 1998  | Charlotte    | 4  | 0  | 5.5  | .167 | –    | –     | 1.3 | .3  | .0  | .0  | .5   |
| 1999  | Philadelphia | 8  | 8  | 29.9 | .438 | .000 | .828  | 7.6 | .8  | 1.1 | .8  | 13.5 |
| 2000  | Philadelphia | 8  | 0  | 16.0 | .500 | –    | .800  | 5.0 | .3  | .6  | .3  | 8.8  |
| 2001  | Philadelphia | 12 | 0  | 8.3  | .586 | –    | 1.000 | 1.5 | .6  | .2  | .0  | 3.2  |
| Total | Total        | 37 | 8  | 14.4 | .468 | .000 | .823  | 3.7 | .5  | .5  | .2  | 6.1  |